# Brücklasteich
Der Brücklasteich ist ein Naturdenkmal im Stadtgebiet von Helmbrechts im Landkreis Hof.
Der Brücklasteich ist von altersher Teil von Grenzbeschreibungen. Er ist entstanden an der Altstraße, die wie ein Damm im sumpfigen Gebiet am Ostfuß des bis 708 m ü. NHN erreichenden Hohbergs zur Bildung des Teiches geführt hat; wenig östlich wölbt sich der 655 m ü. NHN hohe Hügel Brücklasberg auf. Der Teich fasst das Wasser aus dem wenig nördlich gelegenen Quellbereich des Enziusbaches, der dann zunächst südwärts abfließt. Der wohl nahe, schon lange wüst liegende Jaythof brauchte die Versorgung mit Wasser, um als Raststätte an der Altstraße dienen zu können.
Heute liegt der Teich mit abgerundeter quadratischer Kontur an der Kreisstraße HO 23 an der Grenze des Stadtgebiets von Helmbrechts und Münchberg im Landkreis Hof zum Landkreis Kulmbach. Nächstgelegene Ortschaften sind Burkersreuth bzw. das etwas fernere Wüstenselbitz im Nordosten und Dreschersreuth und das fernere Hohenberg im Südwesten. Die Grenzen entsprechen jenen des Markgraftums Bayreuth-Kulmbach und des Hochstifts Bamberg. Bis 1386/1388 war dort die Grenze der Herrschaft Schauenstein der Wolfstriegel.
Der Brücklasteich steht auf der Liste der Naturdenkmäler im Landkreis Hof.